# Fursy Teyssier

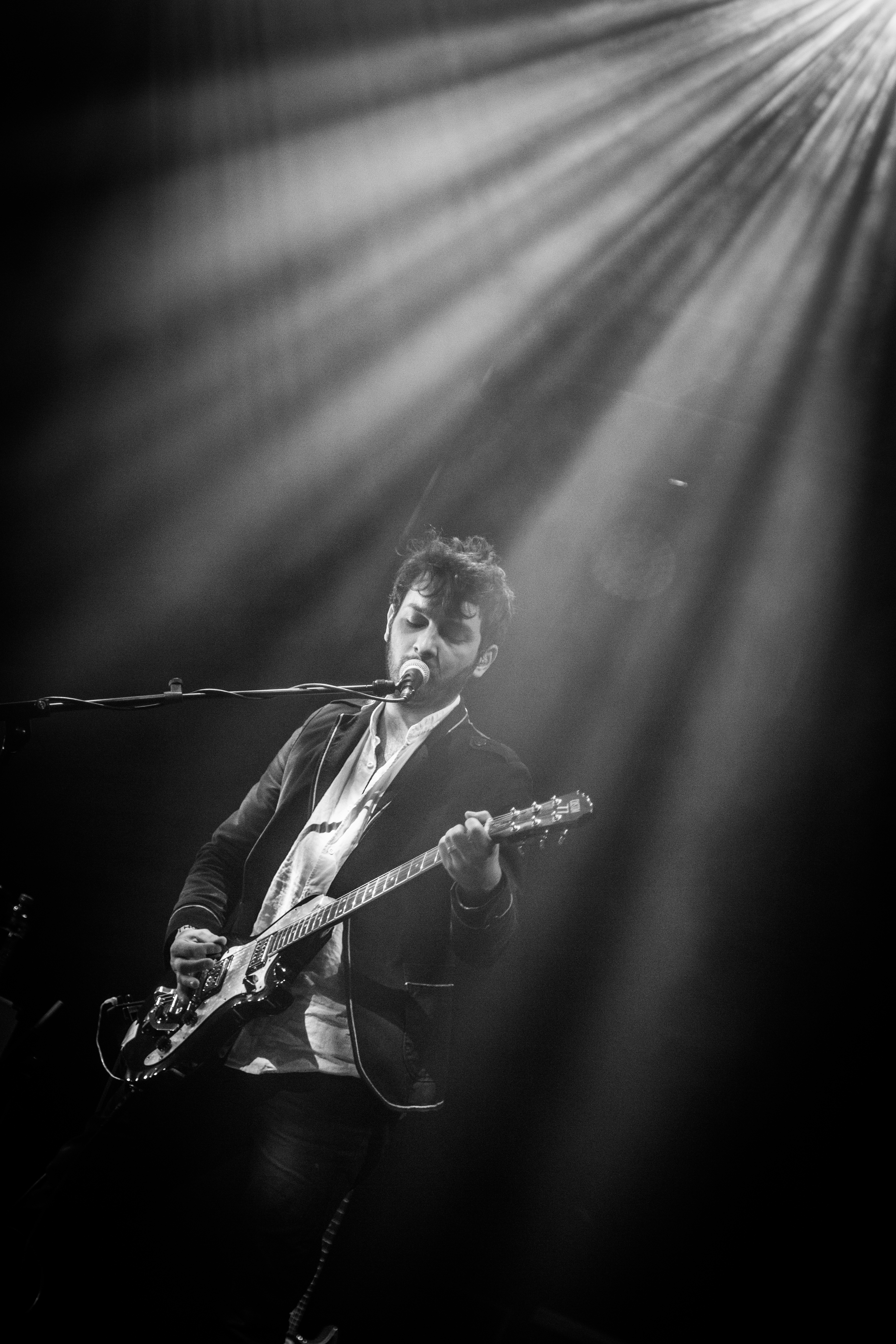
Fursy Teyssier auf dem Roadburn Festival, Tilburg, Niederlande, 2017.

Fursy Teyssier ist ein französischer Illustrator, Multiinstrumentalist und Metal-Musiker.

## Privates
Teyssier ist mit Audrey Hadorn, welche mit ihm bei Les Discrets aktiv ist, liiert. Er gilt als eine treibende Person der in Europa aufkommenden Blackgaze-Szene.

## Karriere
Im Jahr 2003 rief Teyssier, welcher zu diesem Zeitpunkt als Musiker in der Metal-Band Phest aktiv war, die Band Les Discrets, welche bis 2009 als Soloprojekt geführt wurde. Es schlossen sich Audrey Hadorn und Winterhalter als weitere Musiker an. Er veröffentlichte mit Les Discrets bisher drei Alben, vier EPs, sowie ein Live-Album.
Zwischen 2004 und 2009 spielte Fursy Teyssier in der inzwischen aufgelösten Band Amesoeurs. Außerdem war er im Jahr 2010 Live-Musiker bei Alcest, für die er in der Vergangenheit mehrere Albumcover entwarf. Außerdem ist er als Sessionmusiker bei Empyrium und seit 2015 als Live-Mitglied in der deutschen Gothic-Metal-Band The Vision Bleak aktiv.

## Diskografie
- → Hauptartikel: Les Discrets

### Mit Amesoeurs
- 2009: Amesoeurs (Album, Northern Silence Productions, Profound Lore Records)

## Album-Illustrationen
- 2005: Fake Oddity – Pink Strasse
- 2006: Amesoeurs – Ruines Humaines
- 2007: Alcest – Souvenirs d’un autre monde
- 2007: Alcest/Angmar – Aux Funérailles du Monde.../Tristesse Hivernale
- 2008: Miserere Luminis – Miserere Luminis
- 2008: Lantlôs – Lantlôs
- 2008: Underjordiska/Spectral Lore – Underjordiska/Spectral Lore
- 2009: Neun Welten – Destrunken
- 2009: Woods of Ypres – Allure of the Earth
- 2009: Arctic Plateau – On a Sad Sunny Day
- 2009: Alcest/Les Discrets – Alcest/Les Discrets
- 2010: Alcest – Écailles de Lune
- 2010: Agalloch – The Wooden Box
- 2010: The Northern Ontario Black Metal Preservation Society – Future Northern Prosperity
- 2010: Les Discrets – Septembre et Ses Dernières Pensées
- 2010: Verschiedene Interpreten – Whom The Moon A Nightsong Sings
- 2010: Drudkh – Handful of Stars
- 2010: Lantlôs – .neon
- 2011: Woods of Ypres – Home
- 2011: Les Discrets/Arctic Plateau – Les Discrets/Arctic Plateau
- 2012: Morbid Angel – Illud Divinum Insanus – The Remixes
- 2012: Alcest – Les Voyages de l'Âme
- 2012: Arctic Plateau – The Enemy Inside
- 2012: Les Discrets – Ariettes oubliées...
- 2013: Sombres Forêts – La mort du soleil
- 2016: Trees of Eternity – Hour of the Nightingale